# 学歴難民
学歴難民（がくれきなんみん）とは、資格過剰（Overqualification）の一種であり、主に一流や難関と言われる名門で有名・名高い大学や大学院を卒業・修了しておきながら、就職活動をしても一流（と言われる）企業に就職できず、無職やニートやプレカリアート（非正規雇用労働者）になったり、希望する職や自身のプライドの許す地位に就けず不本意な就職を強いられたりしている人々をいう。高学歴ワーキングプア（こうがくれきワーキングプア）とも呼ばれている。
また学卒無業者（がくそつむぎょうしゃ、Graduate unemployment）とは、新規学卒者のうち「家事手伝い等、進学も就職もしなかったもの」をさす。文部科学省の学校基本調査によれば、2000年には大学卒業者の22.5%が無業者であったが（就職氷河期）、2012年には15.5%まで減少した。
いわゆる戦前昭和一桁から1930年代（昭和5年 - 昭和14年）にかけての世界恐慌に伴う昭和恐慌（昭和金融恐慌）下の日本では、「大学は出たけれど」と呼ばれていた。博士号を取得したにもかかわらず定職に就けない（オーバードクター）人間を含む場合もある。

## 日本
塩沢由典は、学歴難民や高学歴ワーキングプアが生じている事態を、日本経済がキャッチアップ時代からトップランナー時代への転換ができていない象徴的な問題としている。学歴難民問題は、多くの場合、大学院博士課程に進学した大学院生あるいはその修了生を問題にしているが、塩沢は日本の大学院がきちんと機能せず、学力のあるものほど進学を避ける傾向にある事態について、日本社会全体が現在における高度な高等教育の意義を見失っているからだと指摘し、企業の人事部が自社の発展のためにもっと博士号取得者を採用して活躍させる力を養成しなければならないと強調している。佐藤将史・岩瀬健太は、科学技術系博士人材について同様の見解を示しているが、塩沢と違って文系の博士人材についてまでは考えられていない。
高学歴ワーキングプアの現状については、批判的意見も多い。水月昭道の著書『高学歴ワーキングプア』のamazonのカスタマーレビューには、多数の投稿があるが評価の低いレビューは、十分な学力もなく大学院に進学した本人が悪いといった批判もある。しかし、問題の本質がそこにないことは塩沢の指摘するとおりである。
問題の根幹は、職業安定法を遵法しない厚生労働省・文部科学省・大学などの政府・社会にある。塩沢は「大学院の量的拡大は、1991年11月の大学審議会答申「大学院の量的整備について」に基づき、文部科学省や大学が取り組んできた政策である。知識基盤社会の到来を考えれば、量的拡大が必要なことは明らかであるが、問題は、教育内容も変えず、社会の受入れ態勢も整えずに量的拡大に走ったことである」としている。社会全体としては、高い必要性があるのにもかかわらず、大学も社会（民間企業・公共団体・政府）も、博士取得者の能力を生かす方策を真剣に考えていないことは問題である。また、大学院進学者も、大学教員あるいは研究所研究員しか活躍の場を考えようとしていないことも問題である。経済産業省は、ポストドクター人材を中堅企業に紹介するという取組みを続けているが、社会の認識はまだおおきくは変わっていない。
鳩山内閣が策定した「新成長戦略」（2010年6月18日閣議決定）では「理工系博士課程修了者の完全雇用」を2020年までに実現するとの目標が盛り込まれたが、安倍内閣の「日本再興戦略」（2013年6月14日閣議決定）には、そのような目標は消えており、アベノミクスの成長戦略における高度博士人材についての考え方は不明である。

### 解決案の議論
元々、ヨーロッパ型の教育制度を輸入した日本は義務教育終了の段階で職業学校が大きな役割を占めていた。ところが、第二次大戦後になると逆の体制が採られた。これを象徴する詞は1947年当時の文部大臣であった高橋誠一郎が学校教育法の提案理由で挙げた「心身の発育不充分なうちから職業教育を施しまして」という詞である。これに中央集権的システムによる多様性と柔軟性の欠乏が重なって、多くの学生が通常の高等学校から大学に進む形が多くなっているとされる。
高等学校以上の後期中等教育や、大学受験に向けての学習が職業に直結して即戦力となる、あるいは職業に直結しやすい内容に変えていくことがよいと考えられることが多い。例えば、福祉科高校など多様な職業高校の設置、プログラミングなどのIT教育、コミュニケーション能力を向上させるための教育などが真っ先に挙げられる。
しかし、多くの新設大学や新設学部はビジネスや情報科学、外国語やコミュニケーションを重視するが、その内容と実績が必ずしも十分ではない。外国語に至っては目標水準が著しく低いリメディアル教育といわざるをえないものが広まる一方、バイリンガル環境が無理なく定着しているのはごく少数の大学に過ぎないという意見もある。
そして、一方で、一流大学とされる大学の文系学部ではそうした実学教育がほぼ皆無であることも事実である。むろん、一流大学の場合も一定数は一流企業に入社しているが、一定数がフリーターになったり中小企業に入社していたりする事実もある。ここは個人の選好にもよるところでもある。
なお、「解決策を教育機関に求めるべきか?」という意見がある。OJTを有効に活用することで各企業はニーズと状況に応じた職業訓練を行えばよいのであるということであるが、入社時点で企業が求めるニーズを満たした従業員と満たしていない従業員では「育成コスト」に大きな差が出てくる。
また、コミュニケーション能力などの基本的なヒューマンスキルはOJTでは能力の向上が難しいという面がある。小学生程度の年齢から一つ一つステップアップしていくことが望ましいため、学校教育がこうした「ビジネスに向いたヒューマンスキル」向上の役割を持っていることもある。
ただ、冷戦後の終わらない不況による人件費削減を理由に、訓練などに時間をかけられないことから即戦力を採用したり、高学歴者の中途採用を敬遠したりする傾向も強く、根本的な解決にはなっていない。
イギリスの社会学者ロナルド・ドーアは、就職年齢を早めて、全員を下級事務員や工員として採用してから、成績優良者に専門教育を受けさせて上級管理職やエンジニアにする方法を提案している。

## 諸外国での状況
東アジア諸国、例えば、中国や韓国においても高学歴の青年の雇用を巡る環境は日本と似た状況下にある。中国では大卒者の就職難が大きな問題となっている。韓国でも大学院で博士号をとった者が就職先がなく、掃除人をしているなどの報道もなされている。
ヨーロッパ諸国、特にフランスやドイツといった大国においては日本の学歴難民に相当する現象が1970年代後半からすでに常態化していた。それが社会問題化したことから各国がそれぞれ独自の方策を打ち出している。
例えば、フランスでは労働組合が青年層の雇用を強固に保護するよう雇用者や国家と交渉してきた。また、スウェーデン、フィンランドといった北欧諸国では手厚い社会保障で「若者が社会に挑戦し続けられる環境作り」を進めるという社会的連帯の精神にもとづく政策を実行してきた。さらに、オランダのようにワークシェアリングなどの新しい労働政策を取り入れている国もある。
雇用が流動的なアメリカでは学歴に関係なく雇用期間が不安定であるため社会的な問題とはなっていない。
しかし、どの方策も一長一短であるとされている。フランスでは保護政策（現状ではいったん雇用した労働者を解雇するのはむずかしいため、企業は新規雇用に慎重になる）を緩和しようとする政府の方針に反対し、青年を中心とした労働者による暴動の発生（新規に導入される予定だった試験雇用期間が終わったあと、青年層が正規雇用へ移行することなく企業から切り捨てられることを恐れた）という社会問題に発展している。またワークシェアリングは既得権者の利害が衝突し同意が難しくなる。

### 英国
英国では、2018年に高等教育キャリアサービス部門が行った調査によると、学士号を取得してから6か月後にフルタイムで就職、またはさらなる上位学位を取得している大卒者の割合が増加していた。また、彼らがレジ係やウェイターなどの職で雇用される割合は、大きなばらつきがある。次表にこの調査データを示す。
| 専攻                                     | フルタイム職に就く(%) | 上位の研究に進む(%) | 小売・ケータリング ウェイター・バーテンダー 職に就く(%) |
| ---------------------------------------- | --------------------- | ------------------- | ------------------------------------------------------- |
| 学士卒すべて                             | 55.2                  | 16.1                | 10.4                                                    |
| 経済学                                   | 58.0                  | 15.2                | 6.2                                                     |
| 財務・会計                               | 60.6                  | 9.2                 | 6.3                                                     |
| 経営・ビジネスリサーチ                   | 62.4                  | 9.8                 | 9.8                                                     |
| ホスピタリティ・レジャー・観光・交通機関 | 61.8                  | 6.9                 | 13.5                                                    |
| マーケティング                           | 70.7                  | 6.1                 | 11.1                                                    |
| ファインアート                           | 36.4                  | 14.4                | 24.2                                                    |
| デザイン                                 | 56.8                  | 5.9                 | 16.9                                                    |
| メディア研究                             | 50.8                  | 10.7                | 21.1                                                    |
| 舞台芸術                                 | 41.8                  | 14.4                | 20.6                                                    |
| 映画と写真                               | 49.3                  | 7.0                 | 19.7                                                    |
| 情報技術                                 | 64.0                  | 10.3                | 7.3                                                     |
| 数学                                     | 47.6                  | 25.0                | 8.5                                                     |
| 建築・建設管理                           | 70.3                  | 7.3                 | 4.4                                                     |
| 土木工学                                 | 69.3                  | 12.4                | 4.2                                                     |
| 電気工学・電子工学                       | 66.6                  | 12.2                | 6.2                                                     |
| 機械工学                                 | 63.9                  | 13.5                | 5.7                                                     |
| 言語学                                   | 40.1                  | 24.7                | 19.2                                                    |
| 歴史                                     | 39.6                  | 27.5                | 18.5                                                    |
| 言語学                                   | 42.1                  | 21.0                | 14.4                                                    |
| 哲学                                     | 40.4                  | 24.8                | 16.1                                                    |
| 生物学                                   | 35.5                  | 33.4                | 19.4                                                    |
| 化学                                     | 42.8                  | 33.2                | 11.9                                                    |
| 物理化学・自然地学                       | 44.2                  | 26.1                | 16.0                                                    |
| 物理学について                           | 38.3                  | 36.9                | 9.3                                                     |
| スポーツ科学                             | 42.9                  | 21.8                | 14.0                                                    |
| 地理学                                   | 46.1                  | 23.0                | 16.4                                                    |
| 法学                                     | 38.0                  | 32.8                | 13.4                                                    |
| 心理学                                   | 40.7                  | 22.7                | 15.9                                                    |
| 社会学                                   | 45.9                  | 20.0                | 21.6                                                    |
| 政治学                                   | 45.6                  | 24.4                | 12.9                                                    |

### 米国
米国における、ニューヨーク連邦準備銀行、アメリカ合衆国国勢調査局、アメリカン・コミュニティ・サーベイによる不完全雇用割合は以下の通り。
| 専攻                               | 失業率 | 不完全雇用率 | 賃金中央値 キャリア初期 | 賃金中央値 キャリア中期 | 大卒者の割合 |
| ---------------------------------- | ------ | ------------ | ----------------------- | ----------------------- | ------------ |
| 会計                               | 2.1%   | 23.1%        | $50,000                 | $75,000                 | 30.0%        |
| 広告・広報                         | 3.8%   | 47.9%        | $45,000                 | $71,000                 | 19.4%        |
| 航空宇宙工学                       | 4.1%   | 21.7%        | $66,000                 | $110,000                | 51.2%        |
| 農業分野                           | 3.0%   | 60.3%        | $40,000                 | $65,000                 | 20.8%        |
| 動物科学と植物科学                 | 2.6%   | 58.6%        | $37,000                 | $63,000                 | 35.1%        |
| 人類学                             | 3.5%   | 57.2%        | $35,000                 | $60,000                 | 48.3%        |
| 建築                               | 2.2%   | 27.9%        | $50,000                 | $76,000                 | 41.0%        |
| 美術史                             | 3.8%   | 53.5%        | $42,000                 | $62,000                 | 43.4%        |
| 生化学                             | 1.7%   | 41.6%        | $40,000                 | $81,000                 | 73.4%        |
| 生物学                             | 3.6%   | 50.1%        | $37,600                 | $69,000                 | 63.3%        |
| ビジネス・アナリティクス           | 2.6%   | 31.7%        | $60,000                 | $91,000                 | 24.7%        |
| 経営管理                           | 3.0%   | 57.5%        | $44,000                 | $70,000                 | 23.6%        |
| 化学工学                           | 3.8%   | 22.9%        | $70,000                 | $112,000                | 49.2%        |
| 化学                               | 3.5%   | 37.6%        | $45,000                 | $75,000                 | 64.6%        |
| 土木工学                           | 2.6%   | 18.4%        | $60,000                 | $96,000                 | 38.0%        |
| 商業美術・グラフィックデザイン     | 4.8%   | 36.4%        | $40,000                 | $65,000                 | 11.6%        |
| コミュニケーション学               | 3.3%   | 54.0%        | $40,000                 | $73,000                 | 22.9%        |
| コンピュータ・エンジニアリング     | 2.5%   | 18.0%        | $70,000                 | $110,000                | 40.0%        |
| コンピュータサイエンス             | 5.5%   | 16.4%        | $70,000                 | $100,000                | 32.7%        |
| 建設サービス                       | 1.5%   | 25.8%        | $60,000                 | $95,000                 | 9.9%         |
| 刑事司法                           | 3.5%   | 74.3%        | $39,000                 | $61,000                 | 22.8%        |
| 幼児教育                           | 2.2%   | 17.8%        | $35,000                 | $42,000                 | 38.7%        |
| 地球科学                           | 2.9%   | 48.4%        | $45,000                 | $69,000                 | 45.2%        |
| 経済学                             | 4.0%   | 35.2%        | $58,000                 | $92,000                 | 41.6%        |
| 電気工学                           | 2.9%   | 19.8%        | $70,000                 | $100,000                | 47.0%        |
| 初等教育                           | 1.2%   | 15.5%        | $37,300                 | $45,000                 | 47.5%        |
| エンジニアリング                   | 3.1%   | 45.7%        | $50,000                 | $85,000                 | 24.9%        |
| 英語                               | 4.6%   | 51.2%        | $37,000                 | $63,000                 | 45.3%        |
| 環境学                             | 3.9%   | 53.7%        | $39,000                 | $65,000                 | 30.5%        |
| 民俗学                             | 5.1%   | 51.9%        | $40,000                 | $67,000                 | 48.6%        |
| 家政学                             | 5.8%   | 41.7%        | $32,300                 | $50,000                 | 32.6%        |
| 金融                               | 3.4%   | 34.3%        | $56,000                 | $93,000                 | 30.9%        |
| 美術品                             | 5.5%   | 57.8%        | $36,000                 | $60,000                 | 23.2%        |
| 外国語                             | 3.3%   | 50.9%        | $37,000                 | $62,000                 | 50.8%        |
| 一般ビジネス                       | 4.7%   | 54.2%        | $45,000                 | $73,000                 | 24.0%        |
| 一般教育                           | 1.7%   | 23.7%        | $39,000                 | $48,000                 | 48.2%        |
| 一般工学                           | 2.2%   | 32.4%        | $60,000                 | $90,000                 | 36.0%        |
| 社会科学                           | 8.5%   | 44.7%        | $32,000                 | $60,000                 | 37.5%        |
| 地理                               | 4.1%   | 52.1%        | $42,000                 | $65,000                 | 33.7%        |
| 保健サービス                       | 3.9%   | 47.6%        | $39,000                 | $56,000                 | 50.9%        |
| 歴史                               | 5.5%   | 53.6%        | $40,000                 | $64,000                 | 49.5%        |
| インダストリアル・エンジニアリング | 1.7%   | 21.4%        | $65,000                 | $92,000                 | 39.7%        |
| 情報システム・マネジメント         | 5.4%   | 28.4%        | $50,000                 | $80,000                 | 25.2%        |
| 学際的研究                         | 4.1%   | 50.8%        | $40,000                 | $64,000                 | 36.8%        |
| 国際関係                           | 4.1%   | 53.1%        | $46,150                 | $79,000                 | 43.0%        |
| ジャーナリズム                     | 4.0%   | 40.8%        | $40,000                 | $70,000                 | 26.2%        |
| レジャー・ホスピタリティ           | 3.2%   | 59.8%        | $35,500                 | $60,000                 | 32.6%        |
| リベラルアーツ                     | 3.2%   | 56.4%        | $37,000                 | $60,000                 | 29.5%        |
| マーケティング                     | 3.9%   | 54.2%        | $45,000                 | $80,000                 | 17.8%        |
| マスメディア                       | 6.2%   | 52.3%        | $38,000                 | $65,000                 | 19.2%        |
| 数学                               | 4.4%   | 28.3%        | $50,000                 | $80,000                 | 51.6%        |
| 機械工学                           | 2.9%   | 21.8%        | $65,000                 | $100,000                | 40.5%        |
| 医療従事者                         | 1.3%   | 58.1%        | $45,000                 | $65,000                 | 24.4%        |
| 生物科学その他                     | 3.5%   | 50.5%        | $36,000                 | $65,000                 | 59.1%        |
| 教育その他                         | 1.5%   | 21.9%        | $38,000                 | $53,000                 | 56.6%        |
| その他エンジニアリング             | 4.8%   | 27.1%        | $65,000                 | $99,000                 | 44.9%        |
| その他物理科学                     | 2.2%   | 40.6%        | $50,000                 | $74,000                 | 56.0%        |
| 機械工学                           | 2.9%   | 21.8%        | $65,000                 | $100,000                | 40.5%        |
| 医療技術者                         | 1.3%   | 58.1%        | $45,000                 | $65,000                 | 24.4%        |
| 生物科学その他                     | 3.5%   | 50.5%        | $36,000                 | $65,000                 | 59.1%        |
| 教育その他                         | 1.5%   | 21.9%        | $38,000                 | $53,000                 | 56.6%        |
| その他のエンジニアリング           | 4.8%   | 27.1%        | $65,000                 | $99,000                 | 44.9%        |
| その他の物理科学                   | 2.2%   | 40.6%        | $50,000                 | $74,000                 | 56.0%        |
| その他の技術                       | 3.2%   | 52.2%        | $45,000                 | $80,000                 | 19.0%        |
| 看護師                             | 1.7%   | 12.1%        | $52,000                 | $70,000                 | 27.5%        |
| 栄養学                             | 2.3%   | 45.9%        | $41,000                 | $58,000                 | 44.3%        |
| パフォーミング・アーツ             | 3.4%   | 67.6%        | $34,600                 | $56,000                 | 39.2%        |
| 薬学                               | 4.2%   | 28.3%        | $40,000                 | $105,000                | 62.1%        |
| 哲学                               | 3.8%   | 51.6%        | $40,000                 | $60,000                 | 57.2%        |
| 物理学                             | 8.0%   | 31.0%        | $52,000                 | $90,000                 | 69.5%        |
| 政治学                             | 6.1%   | 49.5%        | $45,000                 | $78,000                 | 52.8%        |
| 心理学                             | 3.7%   | 51.5%        | $35,000                 | $60,000                 | 50.4%        |
| 公共政策および法                   | 6.3%   | 55.2%        | $38,000                 | $62,000                 | 42.8%        |
| 中等教育                           | 1.7%   | 25.0%        | $40,000                 | $50,000                 | 49.7%        |
| ソーシャルサービス                 | 2.5%   | 31.5%        | $35,000                 | $46,000                 | 48.3%        |
| 社会学                             | 4.9%   | 54.9%        | $38,000                 | $60,000                 | 37.4%        |
| 特別支援教育                       | 1.9%   | 13.6%        | $40,000                 | $49,000                 | 62.5%        |
| 神学・宗教                         | 3.7%   | 45.3%        | $35,000                 | $52,000                 | 42.5%        |
| 治療                               | 3.2%   | 42.8%        | $40,000                 | $69,000                 | 47.7%        |
| 全体                               | 3.6%   | 42.5%        | $45,000                 | $70,000                 | 37.9%        |